# Unité commune de dispensation
 (janvier 2020).
Si vous disposez d'ouvrages ou d'articles de référence ou si vous connaissez des sites web de qualité traitant du thème abordé ici, merci de compléter l'article en donnant les références utiles à sa vérifiabilité et en les liant à la section « Notes et références ».
En France, l'unité commune de dispensation (UCD) constitue une des trois codifications de tous les médicaments ayant une autorisation de mise sur le marché, qu'ils soient délivrés en officine de ville ou par les pharmacies hospitalières. Les deux autres sont la classification ATC, de l'Organisation mondiale de la santé (OMS) et la codification CIP.
C'est une normalisation d'échange en vue d'une amélioration des circuits de distribution, elle est nommée : code UCD.
Le code UCD représente, pour chaque forme galénique, la plus petite unité de dispensation (comprimé, flacon, etc.) contrairement aux médicaments délivrés en officine de ville, qui ont un code CIP correspondant à la marque et à la présentation du médicament (conditionnement).
Exemple : Le code UCD de l'aspirine est 9157281.
Mais c'est surtout une norme d’échange à l’hôpital retenue par le ministère des Affaires sociales et de la Santé dans le cadre de la tarification à l'activité (T2A) et de la rétrocession. Il provient de la demande des pharmaciens hospitaliers et de l'accord d'instances telles la Direction générale de l'offre de soins (DGOS) et la Caisse nationale de l'assurance maladie (CNAM). Il a été développé par le Club inter pharmaceutique (CIP).
L'arrêté du 2 août 2004[réf. nécessaire] publié au Journal officiel de la République française du 22 août 2004, identifie les médicaments onéreux par leur code UCD, en fait la référence pour les échanges économiques et la gestion interne des établissements de soins. 

## Historique
Ce n'est qu’après les années 1970 qu’une codification commune pour chaque entreprise fut créée avec l'essor de l'informatique et la recherche.
Cette amélioration des circuits de distribution a conduit à proposer une codification simple et fiable utilisable par l'ensemble des partenaires

## Rétrocession des médicaments
Les établissements de santé peuvent disposer d'une pharmacie à usage intérieur, dont l'usage est principalement réservé aux patients de l'établissement. Celle-ci assure la gestion, l'approvisionnement, la préparation, le contrôle, la détention et la dispensation des médicaments et des dispositifs stériles.
À titre dérogatoire et sous certaines conditions, la pharmacie à usage intérieur peut être autorisée, par l'Agence régionale de santé (ARS), à rétrocéder des médicaments achetés par l'établissement, à des patients en ambulatoires.
Pour être rétrocédables, les médicaments doivent être inscrits :
- d'une part sur la liste des spécialités agréées à l'usage des collectivités ;
- d'autre part sur la liste des spécialités pouvant être vendues au public.

Ces listes sont révisées chaque année par arrêtés au Journal officiel après l'avis de l'Agence nationale de sécurité du médicament et des produits de santé (ANSM).
Les médicaments qui figurent sur cette liste sont en règle générale dispensés par les pharmacies à usage intérieur. Toutefois, elles peuvent par exception être dispensées à la fois par les pharmacies à usage intérieur et les pharmacies d'officine (double circuit Hôpital / ville) : exemple : traitement VIH, Hépatite B et C, etc.

## Marge forfaitaire
La marge forfaitaire permet de prendre en compte les frais inhérents à la gestion et à la dispensation des médicaments rétrocédés. Elle est fixée par arrêté ministériel.
L'Arrêté du 27 avril 2009 a fixé celle-ci :
- 28 € jusqu'au 30 avril 2009 ;
- 26 € à partir du 1er mai 2009 ;
- 22 € à partir du 1er janvier 2010.

Elle s'applique par ligne de prescription de chaque spécialité pharmaceutique identifiée par code UCD.